# Dactylolabis imitata
Dactylolabis imitata är en tvåvingeart som beskrevs av Alexander 1945. Dactylolabis imitata ingår i släktet Dactylolabis och familjen småharkrankar. Inga underarter finns listade i Catalogue of Life.